# جنگل ملی مارک توین
جنگل ملی مارک توین (به انگلیسی: Mark Twain National Forest) یک جنگل ملی در آمریکا است.
مساحت این جنگل ۶۰۳۷ کیلومتر مربع است (کمی بیشتر از مساحت استان البرز) و در ایالت میزوری گسترده است.